# Ali Aaltonen
Ali Aaltonen (1884 Jämsä – 1918 Lahti) var løjtnant i det russiske kejserriges hær, journalist og Finsk socialistleder. Han deltog i den russisk-japanske krig og den russiske opstand i 1905. Opstanden slog fejl, og det førte til at Alltonen blev afskediget fra hæren. Derpå var han journalist og skrev under pseudonymet Ali Baba.
Aaltonen havde kommandoen over de røde under den finske borgerkrig og forsøgte at købe våben i den Russiske Føderative Sovjetrepublik. Han ledede angrebet på  Näsilinna under slaget om Tampere. Han blev overført til andre opgaver på grund af alkoholisme. Han blev arresteret af hvide garder på jernbanestationen i Villähde og sendt til fangelejren i Hennala, hvor han blev skudt af Hans Kalm, en estisk officer, som havde meldt sig som frivillig til de hvide.